# Niels Ryberg Finsen

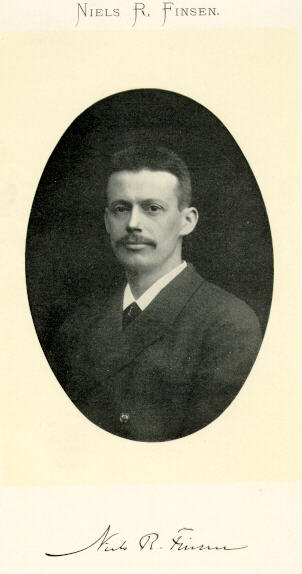
Niels R. Finsen

Niels Ryberg Finsen (né le 15 décembre 1860 à Tórshavn, Îles Féroé, Danemark et mort le 24 septembre 1904 à Copenhague), est un médecin danois, lauréat en 1903 du prix Nobel de physiologie ou médecine.

## Biographie
En 1903, il est lauréat du prix Nobel de physiologie ou médecine « en reconnaissance de sa contribution au traitement des maladies, particulièrement le lupus vulgaris par une concentration de radiations lumineuses, ouvrant ainsi une nouvelle voie à la science médicale ».

## Publications
- Jørgen Lyngbye, Lyssagen : Niels Finsen og hans team på Finseninstituttet, Gyldendal, 2003  (ISBN 87-00-30974-5)
- Anker Aggebo, Niels Finsen : 15. December 1860-24. September 1904 : en Saga om Daad, Nyt Nordisk Forlag, 1960